# Arctomelon tamikoae
Arctomelon tamikoae is een slakkensoort uit de familie van de Volutidae. De wetenschappelijke naam van de soort is voor het eerst geldig gepubliceerd in 1970 door Kosuge.